# Stanisław Kolowca

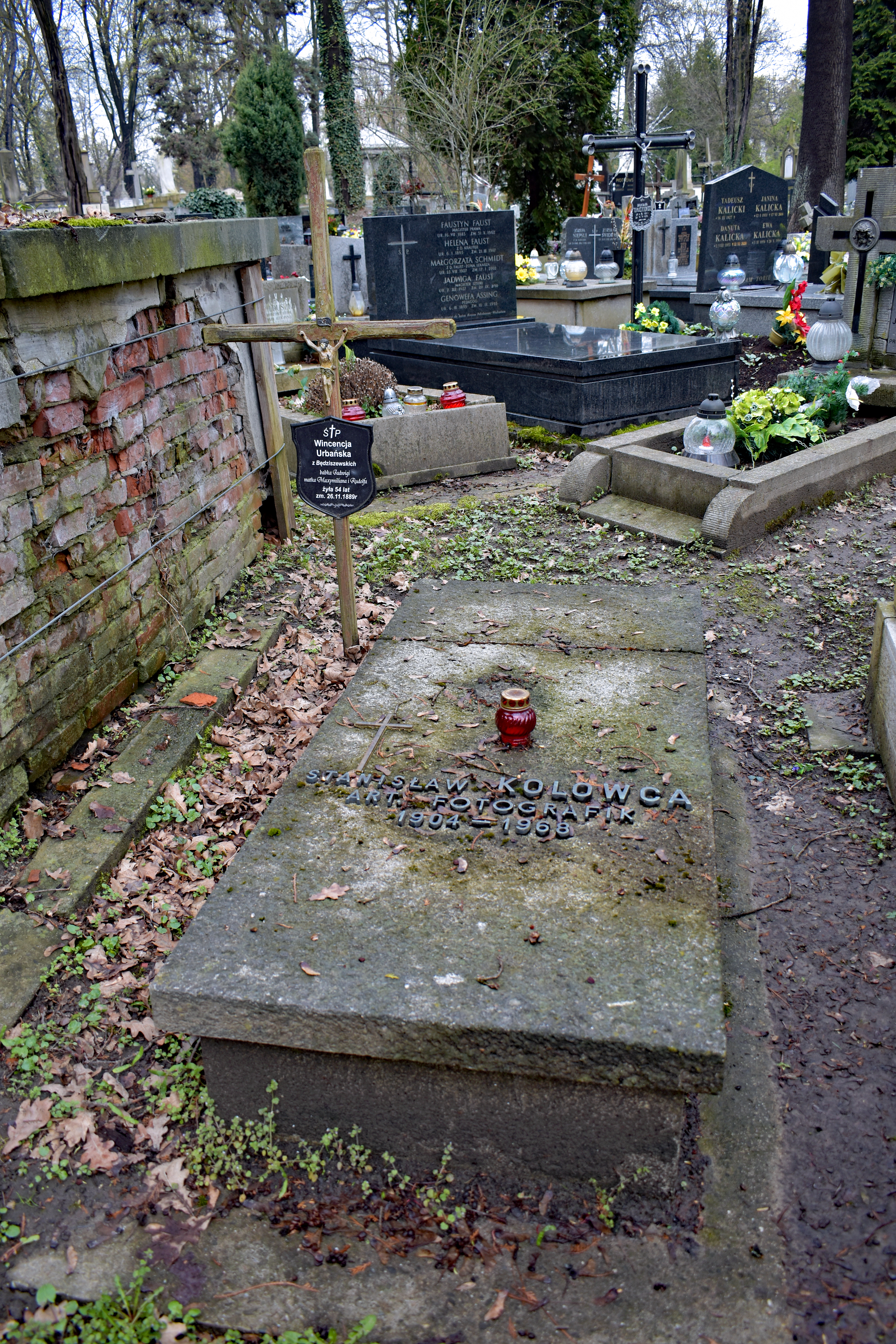
Grób Stanisława Kolowcy na cmentarzu Rakowickim

Stanisław Kolowca (ur. 1904, zm. 10 lipca 1968 w Krakowie) – fotograf, miłośnik i koneser sztuki dawnej, brat doc. dr Józefa Kolowcy – specjalisty w dziedzinie żywienia zwierząt, działacza ochrony przyrody, współtwórcy Wyższej Szkoły Rolniczej w Szczecinie.
Fotografią interesował się od czasów młodości. Początkowo pracował jako asystent operatora w wytwórni Elka-Film w Krakowie, później uczył się w zakładzie Antoniego Pawlikowskiego. Pod koniec lat 20. przez rok pobierał nauki w szkole graficznej w Wiedniu, a po powrocie do kraju został zatrudniony w Muzeum Przemysłu Artystycznego w Krakowie, dla którego fotografował dzieła sztuki i architekturę.
Po II wojnie światowej pracował w Państwowych Zbiorach Sztuki na Wawelu i Centralnej Agencji Fotograficznej. Ponadto był wykładowcą w krakowskiej Akademii Sztuk Pięknych oraz od roku 1945 członkiem Związku Polskich Artystów Fotografików.
Prócz tradycyjnej techniki fotografii czarno-białej preferował tzw. techniki szlachetne m.in. metodę uwachromową, duksochrom i pigment. Ponadto eksperymentował z fotografię barwną. Zajmował się przede wszystkim fotografowaniem dzieł sztuki: architektury, rzeźby, malarstwa i rzemiosła artystycznego. Znany jest z fotodokumentacji przede wszystkim polskich witraży gotyckich, zbiorów wawelskich oraz Ołtarza Mariackiego Wita Stwosza w kościele Najświętszej Marii Panny (wykonana dwukrotnie podczas konserwacji stwoszowskiego retabulum – w latach 1932–1933 oraz 1946–1950).

## Prace

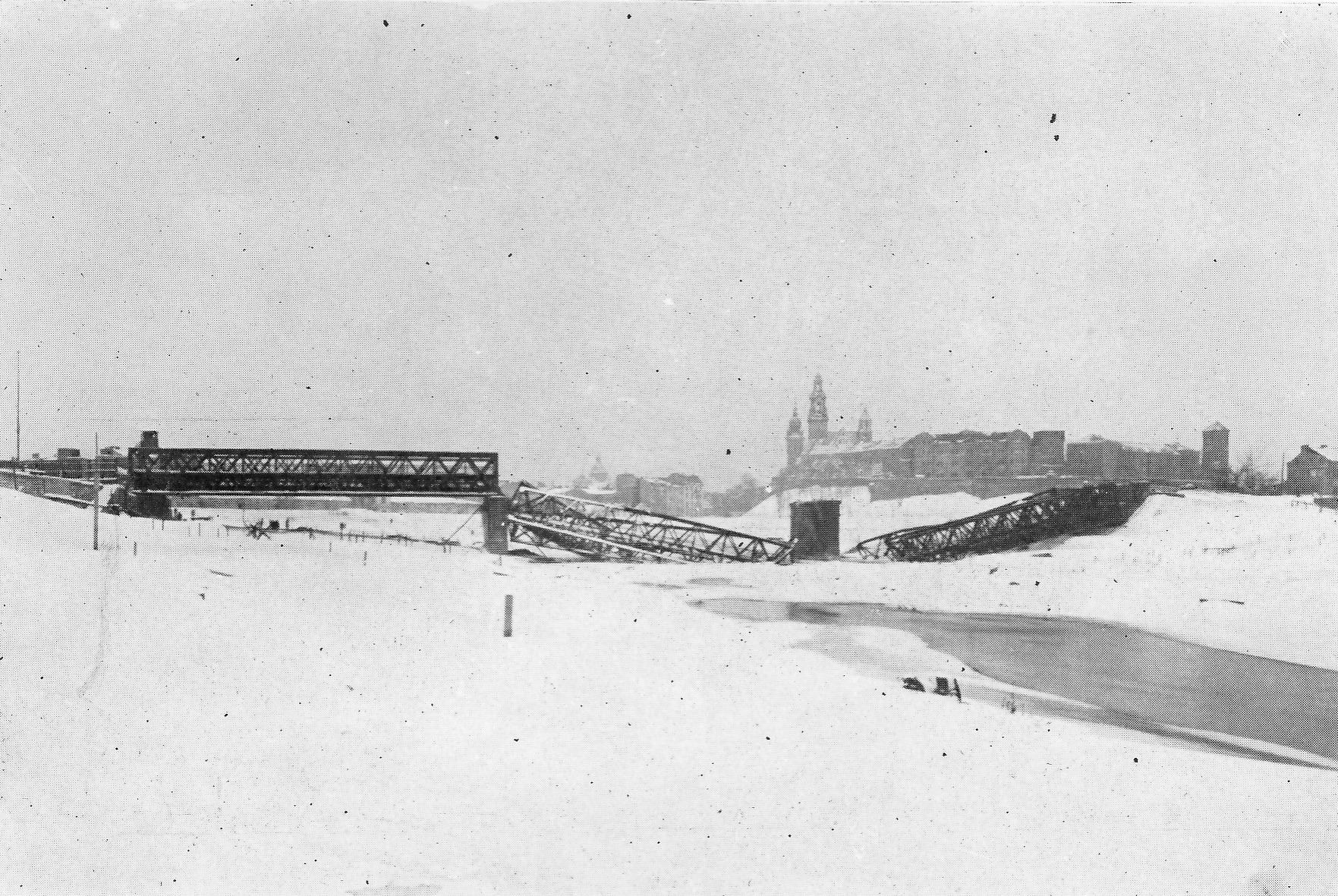
Widok na Wawel w 1945 roku. Na pierwszym planie zniszczony Most Dębnicki
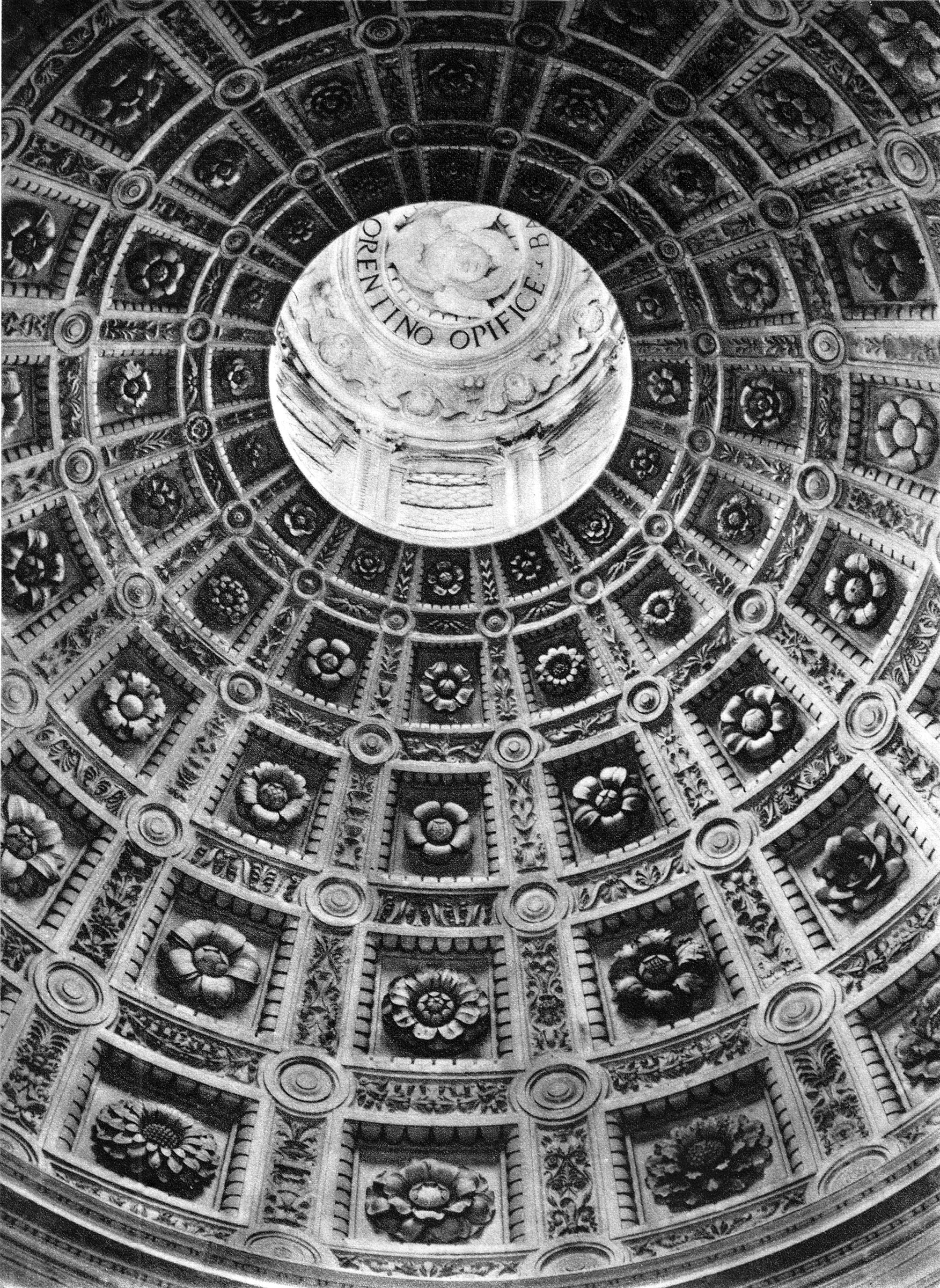
Fragment wnętrza kopuły kaplicy Zygmuntowskiej w katedrze na Wawelu – zdjęcie Stanisława Kolowcy z 1956 roku